# Misty Hyman
Pour les articles homonymes, voir Hyman.
Misty Dawn Marie Hyman, (née le 23 mars 1979 à Mesa en Arizona) est une nageuse américaine spécialiste des épreuves de papillon et de dos. Elle compte à son palmarès un titre olympique et un titre mondial.

## Biographie
Misty Hyman obtient son premier et seul titre mondial en 1995 sur le 100 mètres dos. Elle s'illustre ensuite en papillon lors des Jeux olympiques de Sydney en remportant le titre sur 200 mètres papillon. En 1996, lors de l'Open canadien de natation, Misty Hyman établit un record du monde au 100 mètres papillon en petit bassin au PEPS de l'Université Laval.

## Palmarès

### Jeux olympiques
| Épreuve / Édition   | Sydney 2000     |
| 200 mètres papillon | Or 2 min 5 s 88 |

### Championnats du monde

#### En grand bassin
| Épreuve / Édition   | Perth 1998          |
| 200 mètres papillon | Bronze 2 min 9 s 98 |

#### En petit bassin
| Épreuve / Édition      | Petit bassin        | Petit bassin         |
| Épreuve / Édition      | Rio de Janeiro 1995 | Gothenburg 1997      |
| 100 m dos              | Or 1 min 0 s 21     | Bronze 1 min 0 s 17  |
| 200 m dos              |                     | Argent 2 min 7 s 66  |
| 100 m papillon         |                     | Bronze 57 s 95       |
| 200 m papillon         |                     | Bronze 2 min 7 s 54  |
| 4 × 100 mètres 4 nages | Bronze 4 min 4 s 34 | Argent 3 min 58 s 94 |

### Championnats pan-pacifiques
| Épreuve / Édition   | Fukuoka 1997         |
| 200 mètres papillon | Bronze 2 min 11 s 53 |